# Senegalia lasiophylla
Senegalia lasiophylla är en ärtväxtart som först beskrevs av George Bentham, och fick sitt nu gällande namn av Seigler och Ebinger. Senegalia lasiophylla ingår i släktet Senegalia och familjen ärtväxter. Inga underarter finns listade i Catalogue of Life.